# Jacetània
Jacetània (aragonès: A Chacetania) és la comarca més al nord i a l'oest d'Aragó.
Es reparteix en 2 províncies: Saragossa i Osca. Limita amb les comarques de Las Cinco Villas, Foia d'Osca i Alt Gàllego. També és limítrofa amb Navarra i amb França (Pirineus atlàntics).
Hi ha dos grans monuments historicoartístics a la comarca: la catedral de Jaca i el monestir de Sant Joan de la Penya. Candanchú i Astún són unes de les estacions d'esquí més famoses d'Espanya i estan a la Jacetània.
S'articula pel riu Aragó i els seus afluents i la seva màxima altitud és el pic Collarada (2.886 m).
Jaca és el municipi més poblat (13.374 hab.) i també el més extens (406,3 km²).
Part del seu territori està ocupat pel Parc natural de les Valls Occidentals, el Paisatge protegit de les Fozes de Fago i Biniés i el Paisatge protegit de Sant Joan de la Penya i Mont Oroel.
El desembre del 2019 es va descobrir que havien robat un arc del segle xvi de l'atri de l'església de Huértalo, un poble deshabitat de la comarca des de la dècada del 1990. Amb el desmuntatge de les dovelles, part de la paret on es trobava l'element arquitectònic va cedir i es va ensorrar. El temple pertany al bisbat de Jaca.

## Llista de municipis
En són 20: Aísa, Ansó, Aragüés del Port, Artieda, Bailo, Borau, Canal de Berdún, Canfranc, Castiello de Jaca, Fago, Jaca, Jasa, Mianos, Puente la Reina de Jaca, Salvatierra de Esca, Santa Cilia, Santa Creu de la Serós, Sigüés, Val d'Echo i Villanúa.